# Vínnitsia
Vínnitsia (en ucraïnès Вінниця), també anomenada Vínnitsa o Vínnica, és una ciutat d'Ucraïna situada al centre del país. És la capital de l'óblast de Vínnitsia, així com del districte homònim. La seva població estimada, segons dades del 2011, era de 369.490 habitants.

## Geografia
La ciutat de Vínnitsia s'alça a la riba del Buh Meridional, i està situada 198 kilòmetres (260 km per carretera) al sud-oest de la capital, Kíev.
L'estiu és, en termes generals, llarg i calorós, amb força episodis de pluja i alta humitat. L'hivern és, per contra, més curt. La temperatura mitjana al gener és de –5,8 °C, i al juliol arriba als 18,3 °C. Les precipitacions mitjanes anuals són de 638 mm. Hom pot veure, a més, entre 6 i 9 dies de nevades.

## Història
Vínnytsia ha estat un important centre comercial i polític des del segle xiv, quan Fedir Koriatowicz, nebot del Duc Olgerd de Lituània, va construir una fortalesa a la zona per protegir-la de les invasions tàtares. Des de llavors, la ciutat fou un important punt de disputa entre Lituània, els tàtars (que la van incendiar el 1580), Polònia, l'Imperi Otomà (que governà la regió entre 1672 i 1699, els cosacs i l'Imperi Rus. Aquest últim ocupà la ciutat el 1793, d'acord amb el segon repartiment de Polònia. Ràpidament expulsà el catolicisme de la província, reconvertint les esglésies catòliques en ortodoxes, inclosa l'actual Catedral Ortodoxa de la Transfiguració.
Entre 1937 i 1938, durant el règim soviètic, la policía secreta, l'NKVD, va executar nombrosos habitants de la ciutat, principalment d'ètnia ucraïnesa, durant la Gran Purga. El 1943, amb l'Alemanya nazi ocupant la ciutat i la resta d'Ucraïna, es van exhumar 9.432 cossos. Durant aquells mateixos anys, Adolf Hitler va construir el seu quarter més oriental, conegut com a Wehrwolf, ben a prop de la ciutat, i on va passar algunes setmanes entre finals de 1942 i principis de 1943 dirigint el front oriental. Ja llavors la ciutat havia estat declarada "lliure de jueus". Amb la retirada dels alemanys es van començar a trobar les proves de les atrocitats nazis, que actualment s'estimen en gairebé 28.000 persones. Aquesta xifra suposà pràcticament la desaparició total de la comunitat jueva de la ciutat. Una fotografia colpidora, El darrer jueu de Vínnytsia, va passar a la història per mostrar l'execució d'un home agenollat davant d'una fossa comuna.
Les matances nazis durant la Segona Guerra Mundial, van fer que la població de Vínnytsia baixés dels 100.000 als 27.000 habitants. De les 50 instal·lacions industrials, només deu van mantenir-se en peus, alhora que 1.880 cases van ser completament destruïdes.
Reintegrada a la Unió Soviètica, i gràcies als esforços dels habitants de la vila i de molts altres arribats d'arreu del país, la ciutat va recuperar tota la seva activitat industrial ja a finals de 1948. A poc a poc, l'electricitat, la ràdio, la metal·lúrgia i altres indústries es van desenvolupar al centre de la regió. El troleibús es va inaugurar el 1964, dotant així a la ciutat d'un mitjà de transport urbà molt més modern.

## Població
Cens (*) o estimacions de població:
| 1897    | 1911    | 1926*   | 1939*   | 1956    | 1959*   | 1970*   |
| ------- | ------- | ------- | ------- | ------- | ------- | ------- |
| 30.600  | 44.200  | 52.500  | 92.900  | 105.000 | 121.854 | 211.000 |
| 1979*   | 1989*   | 2001*   | 2005    | 2009    | 2010    | 2011    |
| 314.446 | 374.304 | 356.665 | 360.241 | 367.756 | 369.214 | 369.490 |

## Personatges coneguts
- Illia Nyjnyk, Gran Mestre d'escacs